# El Edén, Puebla
El Edén är en ort i Mexiko.   Den ligger i kommunen Hueytamalco och delstaten Puebla, i den sydöstra delen av landet, 200 km öster om huvudstaden Mexico City. El Edén ligger 588 meter över havet och antalet invånare är 169.
Terrängen runt El Edén är kuperad åt sydost, men åt nordväst är den platt. Runt El Edén är det ganska tätbefolkat, med 248 invånare per kvadratkilometer. Närmaste större samhälle är Teziutlan, 19,7 km söder om El Edén. I omgivningarna runt El Edén växer huvudsakligen savannskog.